# Liste der Monuments historiques in Lagny-le-Sec
Die Liste der Monuments historiques in Lagny-le-Sec führt die Monuments historiques in der französischen Gemeinde Lagny-le-Sec auf.

## Liste der Objekte
| Bezeichnung | Beschreibung                         | Standort                               | Kennzeichnung | Schutzstatus | Datum | Bild |
| ----------- | ------------------------------------ | -------------------------------------- | ------------- | ------------ | ----- | ---- |
| Grabplatte  | Kalkstein, 14. Jahrhundert           | in der Kirche St-Pierre-St-Paul (Lage) | PM60000950    | Classé       | 1913  |      |
| Grabplatte  | Kalkstein, Ende des 14. Jahrhunderts | in der Kirche St-Pierre-St-Paul (Lage) | PM60000949    | Classé       | 1913  |      |